# María Gabriela Carabelli Marzola
María Gabriela Carabelli Marzola (nacida el 18 de julio de 1940 en Milán, Italia) fue una física ítalo-argentina,  detenido/a desaparecido/a por el terrorismo de Estado en Argentina.

## Biografía[editar código · editar]
Carabelli cursó sus estudios primarios en la Escuela "Antonio Schettino", en Buenos Aires. Realizó sus estudios secundarios en la Escuela Normal Nº 4 "Estanislao Zaballos", también en Buenos Aires, egresando como Maestra Normal Nacional.  Ingresó a la carrera de la Licenciatura en Física en el Instituto de Matemáticas y Físicas (IMAF) de la Universidad Nacional de Córdoba (UNC) en 1959, egresando el 13 de abril de 1964, con un diploma de Mención Especial por su buen desempeño en la carrera. Mientras completaba sus estudios, desarrolló una carrera docente en la misma institución. En 1961, fue designada como ayudante-alumno en las asignaturas Física General 1 y Óptica, mientras que 1962 dictó Electromagnetismo y Espectroscopia. En 1963, fue designada como Jefe de Trabajos Prácticos en las cátedra Estado Sólido 3 y Física General 1, cargo en el que continuó desempeñándose. Fue también docente del Centro Atómico Bariloche. Se doctoró en Física bajo la dirección de Blas Alascio. Entre 1967 y 1970 realizó una estadía en el exterior con para finalizar estudios de posgrado. Investigaba en las propiedades eléctricas de los materiales, mediante métodos numéricos.

## Militancia política
Carabelli militaba en el Partido Revolucionario de los Trabajadores - Ejército Revolucionario del Pueblo (P.R.T.-E.R.P.). Su primer esposo fue el físico Hugo Nazareno. En 1973 tuvo una hija llamada Astrid, con Omar Nelson Patiño, a quien se había unido en 1972 y de quien se separó en 1976. Carabelli formó luego pareja con un compañero de militancia, Wenceslao Vera Paez, quien fue secuestrado en el mismo operativo que la tuvo como víctima.

## Secuestro y desaparición
Carabelli fue secuestrada a la edad de 35 años, junto a hija Astrid, de tres años de edad, la madrugada del 2 de abril de 1976, en Sarmiento 2079 del barrio Los Plátanos de la ciudad de Córdoba. Permaneció cautiva en el Centro Clandestino de Detención Tortura y Exterminio "La Perla". Astrid quedó en manos de las Fuerzas Armadas, y fue posteriormente dada en adopción. El padre de la niña, Omar Nelson Patiño Peña, fue secuestrado el 28 de diciembre de 1977 en la ciudad de Buenos Aires, cuando realizaba gestiones para encontrar a su hija y a María Gabriela. Durante su cautiverio, Carabelli comunicó esa información a otra prisionera, Irma Inés Samosiuk, quien fue secuestrada el 2 de abril de 1976. Fue Samosiuk quien alertó a la familia de la niña al ver la fotografía de Astrid en una pancarta en Plaza San Martín. En 1984, gracias a la lucha de Abuelas de Plaza de Mayo, Astrid pudo conocer su identidad. La hija de Carabelli fue primera nieta recuperada en Córdoba. En 2022, Astrid recibió la resolución que le restituyó su identidad. Los responsables de su secuestro y desaparición fueron juzgados el 25 de agosto de 2016 en la sentencia de la causa "La Perla-La Ribera-D2".

## Recordatorios
El nombre de Carabelli figura en el espacio de memoria de la Asociación Física Argentina. Cuando Argentina recuperó la democracia, una comisión formada en la Facultad de Matemática, Astronomía, Física y Computación (FAMAF) de la UNC analizó la situación de los docentes exonerados durante la dictadura buscando su reivindicación y reincorporación. La lista de físicos, completada en 1984, incluía a Gallardo, Nazareno, Bondio, Susana Daveloza, Ricardo Krikorian, Alicia Durán, Gabriela Carabelli, Remo Masut, César Pierola, María J. Froix, Oscar Trettel, Carmen Maffei y Carlos Debandi.
En 2020 la FAMAF realizó un homenaje a sus desaparecidos, entre los cuales estaba Carabelli.